# Stella B lentamente pulsante
Una stella B lentamente pulsante (SPB, dall'inglese Slowly pulsating B-type star), precedentemente denominata variabile 53 Persei, è un tipo di stella variabile pulsante. Come suggerisce il nome, sono stelle di sequenza principale di tipo spettrale da B2 a B9 (stelle generalmente da 3 a 9 volte più massicce del Sole) che pulsano con periodi che vanno da mezzo giorno a cinque giorni, anche se la maggior parte di queste stelle mostra più periodi di variabilità, visibili sia nella loro emissione luminosa che nel loro profilo spettrale. Le variazioni di magnitudine sono generalmente inferiori a 0,1 magnitudini, rendendo molto difficile osservarne la variabilità ad occhio nudo. Le oscillazioni aumentano con la diminuzione della lunghezza d'onda, rendendole quindi maggiormente visibili nell'ultravioletto, piuttosto che nella banda della luce visibile. Le loro pulsazioni sono non radiali, cioè variano nella forma piuttosto che nel volume, con diverse parti della stella che si espandono e si contraggono simultaneamente.
Queste stelle sono state inizialmente identificate dagli astronomi Christoffel Waelkens e Fredy Rufener nel 1985, mentre cercavano e analizzavano la variabilità delle stelle blu calde. Il miglioramento della strumentazione fotometrica aveva reso più semplice rilevare piccoli cambiamenti di magnitudine, e permise di scoprire che un'alta percentuale di stelle calde era intrinsecamente variabile. Le identificarono come stelle 53 Persei, dalla stella che venne assunta come prototipo. Dieci di esse furono scoperte nel 1993, tuttavia Waelkens non era sicuro che 53 Persei fosse effettivamente un membro di questo gruppo e raccomandò alla comunità scientifica di riferirsi a queste stelle come stelle B che pulsano lentamente (SPB). Il General Catalogue of Variable Stars utilizza l'acronimo LPB (long-period pulsating B stars) per stelle B pulsanti con periodi superiori a un giorno, sebbene questa terminologia raramente venga usata altrove.
Sono simili alle variabili Beta Cephei anche se queste hanno generalmente periodi più brevi e sono stelle più calde delle primissime classi B. Delle decine di stelle scoperte di questo tipo, alcune di loro, Iota Herculis, 53 Piscium, Nu Eridani, Gamma Pegasi e HD 13745 (V354 Persei), hanno mostrato di essere sia variabili B lentamente pulsanti che variabili Beta Cephei.
Anche diverse componenti principali delle Pleiadi sembrano essere stelle B lentamente pulsanti, dopo uno studio del 2017 realizzato tramite il telescopio spaziale Kepler.

## Principali stelle
Nella tabella sottostante, le stelle apparentemente più luminose classificate come stelle B lentamente pulsanti:
| Nome stella     | Tipo spettrale | Magnitudine apparente massima | Ampiezza variazione (magnitudine) | Periodo (giorni) |
| --------------- | -------------- | ----------------------------- | --------------------------------- | ---------------- |
| Algenib         | B2IV           | 2,82                          | 0,04                              | [ n 1 ]          |
| Alcyone         | B7IIIe         | 2,87                          | 0,001                             | [ n 1 ]          |
| Zeta Pegasi     | B8V            | 3,40                          | 0,01                              | 0,96             |
| Atlas           | B8III          | 3,63                          | 0,009                             | 2,4266           |
| Omicron Velorum | B3IV           | 3,63                          | 0,06                              | 2,798            |
| Elettra         | B6IIIe         | 3.70                          | 0,001                             | 1,11             |
| Iota Herculis   | B3IV           | 3,80                          | 0,02                              | 3,49             |
| Gamma Muscae    | B3V            | 3,84                          | 0,02                              | 2,73             |
| Tau Herculis    | B5IV           | 3,90                          | 0,03                              | 1,25             |
| Nu Eridani      | B2III          | 3,87                          | 0,14                              | [ n 1 ]          |
| Mu Eridani      | B5IV           | 4,00                          | 0,01                              | [ n 2 ]          |
| Rho Lupi        | B5V            | 4,04                          | 0,01                              | 0,445            |
| Psi Centauri A  | B9V            | 4,04                          | 0,5                               | 0,195            |
| HD 105382       | B6IIIe         | 4,47                          | 0,05                              | 1,295            |
| Tau8 Eridani    | B5V            | 4,63                          | 0,02                              | 0,864            |
| Nu Pavonis      | B7III          | 4,60                          | 0,04                              | 0,86             |
| HY Velorum      | B3IV           | 4,81                          | 0,05                              | 1,55             |